# غاريث جونز (عالم)
غاريث جونز (بالإنجليزية: Gareth Jones)‏ هو عالم بريطاني، ولد في 10 نوفمبر 1930، وتوفي في 2 أبريل 2016.